# Ricardo Planchón Geymonat
Ricardo Planchón Geymonat (Colonia, 12 de enero de 1972), político y empresario uruguayo perteneciente al Partido Nacional

## Biografía
Hijo del veterano político herrerista Ricardo Planchón Malán y de Wilma Geymonat.
A los 14 años participa en la formación del Gremio de Estudiantes de Enseñanza Secundaria en Colonia del Sacramento. A los 18 años comienza su participación activa en la actividad social y política, activo en la agrupación Lista 12 y en la Juventud Herrerista. A los 19 años emprende su Empresa en la Actividad de Servicios y Turismo en la Ciudad de Colonia del Sacramento. A los 22 años es electo edil por el departamento de Colonia, siendo reelecto en 2005. Preside la Comisión de Turismo e integra la Comisión de Acción Social, Asuntos Laborales y Derechos Humanos de la Junta Departamental de Colonia. 
En el año 2000, es designado Secretario de la Juventud del Gobierno Departamental, designado nuevamente en el año 2005. Integra el Directorio del Partido Nacional período 2000-2005. En 2008 apoya la precandidatura de Luis Alberto Lacalle. En octubre de ese año es electo diputado por su departamento. Asume la banca el 15 de febrero de 2010,  e integra la Comisión de Turismo, la cual Preside en el año 2011. Además, de cara a las elecciones municipales de 2010, fue candidato a suplente de Walter Zimmer.
Es designado Representante del Parlamento Uruguayo en el Parlamento Latinoamericano por el período 2010-2015 e integra la delegación Interparlamentaria Mundial en el año 2011 para Naciones Unidas con sede en Nueva York. Asume en calidad de Suplente una Banca en el Senado de la República en el año 2012.
En el año 2012 es uno de los fundadores junto a Luis Lacalle Pou, Álvaro Delgado y Carlos Enciso del sector Aire Fresco. Apoyo la candidatura de Luis Lacalle Pou a la presidencia en 2014 y en 2019, año en el que resultaría electo como Presidente de la República Oriental del Uruguay
En el año 2016 es designado Director del Departamento Desarrollo Humano y Juventud del Gobierno Departamental de Colonia, cargo en el que es nuevamente designado en el año 2020.
En julio del 2020 es designado por el Poder Ejecutivo como Vicepresidente de la Delegación del Uruguay frente a la Comisión Administradora del Río de la Plata. Este Organismo Binacional con sede en Buenos Aires se encarga de la administración, obras y ambiente del principal recurso natural de agua dulce de la República Oriental del Uruguay compartido con la República Argentina.